# Нижняя Водянка
Нижняя Водянка (также Водянка, Водянка 1-я) — село в Старополтавском районе Волгоградской области России, в составе Верхневодяновского сельского поселения.
Основано в середине XIX века
Население - 15 (2010)

## История
До 1917 года – лютеранский хутор в составе Савинской волости Новоузенского уезда Самарской губернии. По сведениям отдела хозяйственной статистики Самарской губернии хутор основан в 1881 году. В действительности хутор основан гораздо раньше. Так, на 10-верстных картах из Атласа Оренбургского края середины XIX века на правом берегу реки Водянка отмечен хутор Водянский (Гармашев). А в списке населенных мест Самарской губернии на 1859 год во 2-м стане Новоузенского уезда по границе с землями Внутренней Киргизской орды под № 2007 указан казённый хутор Водянка при реке Водянке
В советский период в составе сначала Торгунского (Палласовского), затем Палласовского района (кантона) Трудовой коммуны области немцев Поволжья, с 1924 года Палласовского, с 1935 года Гмелинского кантонов АССР немцев Поволжья. В 1926 году в селе имелись сельсовет, кооперативная лавка, сельскохозяйственное кооперативное товарищество, начальная школа, мельница.
28 августа 1941 года был издан Указ Президиума ВС СССР о переселении немцев, проживающих в районах Поволжья. Немецкое население депортировано в Сибирь и Казахстан, село Нижняя Водянка в составе Гмелинского района отошла к Сталинградской области (с 1961 года - Волгоградской). В 1950 году в связи с ликвидацией Гмелинского района село вошло в состав Ставрополтавского района области. В 1954 году Нижне-Водянский сельсовет был ликвидирован, село включено в состав Верхне-Водянского сельсовета.

## Физико-географическая характеристика
Нижняя Водянка расположена в степи, в Заволжье, на правом берегу реки Водянка, на высоте 44 метра над уровнем моря. Рельеф местности равнинный. Почвы комплексные: распространены светло-каштановые солонцеватые и солончаковые, солонцы луговатые (полугидроморфные) и лугово-каштановые
Расстояние до административного центра сельского поселения села Верхняя Водянка составляет около 6 км, до районного центра села Старая Полтавка - 53 км. Ближайшая железнодорожная станция Гмелинская (Приволжская железная дорога, линия Красный Кут — Астрахань) расположена в 15 км от села.
Часовой пояс
Нижняя Водянка, как и вся Волгоградская область, находится в часовой зоне МСК (московское время). Смещение применяемого времени относительно UTC составляет +3:00.

## Население
Динамика численности населения по годам:
| 1859 | 1889 | 1910 | 1920 | 1922 | 1926 | 1931 | 1987 | 2002 |
| ---- | ---- | ---- | ---- | ---- | ---- | ---- | ---- | ---- |
| 45   | 59   | 410  | 726  | 1084 | 531  | 1594 | ≈150 | 118  |

| 2010 |
| ---- |
| 15   |

В 1931 году в селе при общей численности населения в 1594 человек проживало 1120 немцев.